# Сєверний (селище)
Сє́верний — селище в Україні, у Сорокинській міській громаді Довжанського району Луганської області. З 2014 року є окупованим.
Населення — 1954 особи (1 січня 2011 року).

## Географічне розташування
Селище міського типу Сєверний знаходиться за 25 кілометрів від міста Сорокине, за 75 км від обласного центру — міста Луганськ та за 9 км від залізничної станції Ізварине, на кордоні з містом Донецьк Ростовської області Росія.
У селищі розташований пункт пропуску на кордоні з Росією Сєвєрний—Донецьк.

## Історія
Селище Сєверний виникло в 1949 році разом із спорудженням шахти № 2 «Північна», середньодобовий видобуток вугілля якої становив 1200 тонн.
12 червня 2020 року, відповідно до Розпорядження Кабінету Міністрів України № 717-р «Про визначення адміністративних центрів та затвердження територій територіальних громад Луганської області», увійшло до складу Сорокинської міської громади.
17 липня 2020 року, в результаті адміністративно-територіальної реформи та ліквідації  Сорокинського району, увійшло до складу новоутвореного Довжанського району.

## Населення
За даними перепису 2001 року населення смт становило 2298 осіб, з них 8,14% зазначили рідною мову українську, 90,77% — російську, а 1,09% — іншу.

## Соціальна сфера
На території селища розташовані дві школи, дві амбулаторії, будинок культури, розміщений прикордонний загін «Сєверо — Гундоровський».[джерело?]